# 常遵化
常遵化（943年—1007年），字世昌，辽朝官员，镇州常山郡（今河北省正定县）人。

## 生平
其父常宾嗣，字仁继，官至霸州观察判官、金紫崇禄大夫、检校尚书左仆射兼御史大夫、上柱国。常遵化幼年聪敏，长大后刚直。應曆十年（960年），担任霸州文学参军。保宁元年（969年）为将仕郎、霸州归化县令，有政绩。保宁八年（976年），担任霸州观察判官，加试大理司直兼监察御史。次年，赐绯鱼袋。乾亨五年（983年），担任乾州观察判官、朝议郎。统和五年（987年），担任崇德宫汉儿都部署判官。统和九年（991年），担任广德军节度副使，改授银青崇禄大夫、检校左散骑常侍。统和十四年（996年），再为广德军节度副使，统和十九年（1001年），担任上京军巡使、京内巡检使，清理盗贼豪户。统和二十四年（1006年）为朔州榷场都监。年终归朝。统和二十五年（1007年），为辽西州诸军事、辽西州刺史，染病，六月二十五日，在捺钵行朝西南五里去世，时年六十五岁。其子常守麟，官至广德军节度都知使。